# Alció de Mangaia
L'alció de Mangaia (Todiramphus ruficollaris) és una espècie d'ocell de la família dels alcedínids (Alcedinidae) endèmic dels manglars de Mangaia, a les illes Cook.

## Descripció
L'alció de Mangaia fa 22 cm de llargada, amb el front i la corona blau verdós; cobertores auriculars turquesa clar; clatell, dors superior i superciliars de color beix taronja; dors i cobertores caudals superiors de color turquesa fosc; cua blau fosc (part inferior negrosa); parts inferiors completament blanques (excepte beix taronja a la part superior del pit); bec i iris majoritàriament negres; potes majoritàriament negres amb peus groc clar. La taca beix taronja a la part superior del pit és més pronunciada en les femelles.
De manera similar a molts ocells d'illes amb baixa riquesa d'espècies, l'alció de Mangaia ha desenvolupat músculs de vol més petits i potes més llargues, cosa que li dóna un índex d'extremitats anteriors i posteriors extraordinàriament baix.

## Comportament
L'alció de Mangaia s'alimenta de cucs, erugues, larves, tèrmits, llagostes, motxilles de pal, paneroles, arnes, aranyes i sargantanes, i les sargantanes són especialment valorades l'època d'aparellament. La temporada de cria comença a principis d'octubre amb els últims pollets volanders a principis de febrer.
S'ha documentat un comportament polígam, sent més comuns els trios poliandris (dos mascles, una femella), tot i que també s'ha observat un comportament polígin (un mascle, dues femelles).
El cant s'escolta com una breu sèrie de "tangar-eeoOO", d'on deriva el nom maori, també representat com a "ki-wow". Altres reclams inclouen "kek-kek-kek-kek" durant el contacte amb una parella o com a crit territorial, "escrarc" quan persegueix intrusos, "txucka-txucka" quan restableix el contacte amb una parella i "tui-tui" durant la còpula.
Com els seus parents, l'alció de les Marqueses (Todiramphus godeffroyi), l'alció fúnebre (T. funebris) i l'alció de Niau (T. gambieri), l'alció de Mangaia fa un ús freqüent dels conreus de cocoters per al seu hàbitat. També s'ha observat niant a Barringtonia asiatica, Albizia i Hernandia moerenhoutiana.

## Conservació
Com que l'alció de Mangaia és endèmic d'una sola illa, anteriorment es considerava una espècie vulnerable. El 2008, la UICN va expressar la preocupació per la pèrdua d'hàbitat relacionada amb l'acció humana i les pertorbacions causades per espècies introduïdes com el mainà comú (Acridotheres tristis). A principis dels anys 2000, la Te Ipukarea Society va proposar un programa per erradicar el mainà comú de Mangaia.
No obstant això, estudis posteriors van determinar que, malgrat l'àrea de distribució restringida, la població de l'alció de Mangaia es manté estable. El 2020, Thacker et al. van suggerir que estudis anteriors el podrien haver subestimat i que el minà comú no representa una amenaça significativa per al nombre d'aquesta espècie. A més, van suggerir que la UICN no hauria de classificar l'espècie com a vulnerable.
A partir del 2021, l'alció de Mangaia està catalogat com a espècie de risc mínim.